# Éguilles
 Éguilles  es una comuna y población de Francia, en la región de Provenza-Alpes-Costa Azul, departamento de Bocas del Ródano, en el distrito de Aix-en-Provence y cantón de Aix-en-Provence Sudoeste.
Su población en el censo de 1999 era de 7.127 habitantes. Forma parte de la aglomeración urbana de Marsella-Aix-en-Provence.
Está integrada en la Communauté d’agglomération du Pays d’Aix-en-Provence .

## Demografía
| 1 181 | 2 016 | 3 033 | 4 473 | 5 950 | 7 127 |
| Para los censos de 1962 a 1999 la población legal corresponde a la población sin duplicidades (Fuente: INSEE [Consultar]) |       |       |       |       |       |

- Datos: Q274553
- Multimedia: Éguilles / Q274553

1. ↑  Worldpostalcodes.org, código postal n.º 13510.
2. ↑  INSEE, Datos de población para el año 2012 de Éguilles (en francés).